# Jamie Curtis-Barrett
Jamie Curtis-Barrett (* 19. April 1984 als Jamie Barrett) ist ein englischer Snookerspieler aus Grimsby. Zwischen 2016 und 2018 war er zwei Jahre lang Profispieler auf der Snooker Main Tour, als Amateur gewann er danach 2022 die English Amateur Championship.

## Karriere
Seit wann Curtis-Barrett Snooker spielt, ist unklar. BBC Sport nannte 2016 das vierte Lebensjahr, der Grimsby Telegraph sprach 2009 vom zwölften Lebensjahr. Intensiv wurde der Engländer von seinen Großeltern unterstützt, bei denen er seit seinem 16. Lebensjahr nach der Scheidung seiner Eltern lebte. Sein Großvater fuhr mit ihm zu diversen Amateurturnieren im ganzen Vereinigten Königreich. Damals galt er unter anderen neben den späteren Profi-Weltmeistern Mark Selby und Shaun Murphy als einer der aufstrebendsten Juniorenspieler Englands. Bereits als junger Erwachsener trat er bei wichtigen englischen Amateurturnieren in Entscheidung, doch als sein Großvater starb, als Barrett 19 Jahre alt war, unterbrach er zunächst seine Karriere, kehrte später aber zurück. Es dauerte bis 2009, bis er mit einer Achtelfinalteilnahme bei der English Amateur Championship einen ersten größeren Erfolg erzielte. Zwischenzeitlich hatte er sich auf der Pontin’s International Open Series 2005/06 erstmals an der Qualifikation für die Profitour probiert, hatte diesen Versuch aber bereits nach einem Event wieder beendet. In dieser Zeit erhielt er von einem Unternehmen seiner Heimatstadt Grimsby finanzielle Unterstützung, ein Sponsorenvertrag, der Curtis-Barrett auch in den nächsten Jahren begleitete. Weitere regelmäßige Teilnahmen an den englischen Amateurturnieren folgten in den 2010ern, mit immer mehr Erfolg. Bereits 2010 kam er ins Viertelfinale der English Open Championship, weitere gute Ergebnisse erzielte er in den Qualifikationsturnieren des Snookerbacker. 2012 qualifizierte er sich sogar für das Finalturnier des prestigeträchtigen Amateurturnieres. Parallel nahm er an den Events der Players Tour Championship teil, bei denen er hin und wieder die Amateur-Qualifikation überstand und die Hauptrunde der Profispieler erreichte. Über die Q School versuchte er zudem aktiv, sich für die Profitour zu qualifizieren, eine Teilnahme am Halbfinale seiner Gruppe im zweiten Event 2012 war zunächst aber sein bestes Ergebnis. Während der Saison 2015/16 wurde der Engländer zudem zu zwei Profiturnieren eingeladen, verlor aber jeweils sein Auftaktspiel.
Curtis-Barrett trainierte im Ray Edmonds Snooker Club in seiner Heimatstadt Grimsby, der vom früheren Profispieler Ray Edmonds gegründeten Snookerhalle. Anfang 2016 verstarb Curtis-Barretts Frau Leanne an einer Brustkrebserkrankung. Der zweifache Vater stellte zunächst seine Familie vor allen anderen Dingen, doch sein Freund Allan Taylor ermutigte ihn, zumindest nebenher weiterhin auch Snooker zu spielen. Bei den beiden Q-School-Events des Jahrgangs 2016 zog Curtis-Barrett in zwei weitere Halbfinals seiner Gruppe ein, verlor dann aber wieder. Die direkte Qualifikation verpasste er so, über eine Gesamtwertung der beiden Events (Q School Order of Merit) erhielt er aber trotzdem eine Startberechtigung für die nächsten beiden Spielzeiten der Snooker Main Tour. Mit 32 Jahren debütierte Curtis-Barrett also auf der Profitour. Tatsächlich entwickelten sich die beiden Jahren aber zu einem Misserfolg, denn der Engländer verlor fast alle Auftaktspiele und kam bei keinem einzigen Turnier in die dritte Runde. Auf der Weltrangliste – begünstigt durch den Abgang einiger Profispieler zum Saisonwechsel – belegte er zwar zeitweise immerhin Platz 92, am Ende der zwei Jahre stand er aber gerade mal auf Rang 115. Dadurch verlor er 2018 seinen Profistatus wieder. Parallel hatte Curtis-Barrett als Reaktion auf den Tod seiner Frau eine Spendensammlung zur Unterstützung der Krebsbehandlung am Krankenhaus von Grimsby initiiert.
In den folgenden Jahren arbeitete Curtis-Barrett daran, auf die Profitour zurückzukehren. Jährlich versuchte er bei der Q School sein Glück, schied aber fast immer frühzeitig aus. Ein Gruppenhalbfinale und zwei -viertelfinals im Jahrgang 2020 führten immerhin zu Einladungen für einige Profiturniere der Saison 2020/21, bei denen er aber alle Spiele verlor. Gleichzeitig nahm er auch an der Challenge Tour 2018/19, der Challenge Tour 2019/20 und der WPBSA Q Tour 2021/22 sowie an mehreren Ausgaben der WSF Championship teil, verpasste aber trotz vereinzelt guter Ergebnisse stets die ausgelobten Startplätze. Mehr Erfolg hatte er nur bei den englischen Amateurturnieren. Nach einer Finalteilnahme bei einem Event der Open Series des englischen Verbandes 2021 erreichte er 2022 das Finale der English Amateur Championship, das er mit 10:5 gegen John Welsh gewinnen konnte. Den Sieg widmete er seinem Freund Jake Nicholson, einem führenden englischen Amateurspieler, der 2021 an einer Krebserkrankung gestorben war. Nur wenig später verpasste er als neuer englischer Meister knapp den Finaleinzug in die zusätzliche Meisterschaft im Six-Red-Snooker. In der Folgesaison konnte er nicht an seine Erfolge anschließen. In der Q School schied er jeweils in der zweiten Runde aus, auf der Q Tour erreichte er zumindest zweimal das Viertelfinale. Bei den European Championships schied er in der Runde der letzten 32 aus, bei der English Amateur Championship bereits in der Runde der letzten 64.[veraltet]

## Erfolge
| Ausgang         | Jahr | Turnier                                 | Finalgegner            | Ergebnis   |
| --------------- | ---- | --------------------------------------- | ---------------------- | ---------- |
| Amateurturniere |      |                                         |                        |            |
| Sieger          | 2011 | Snookerbacker 2012 – Qualifier 1        | Ryan Causton           | 4:2 Anm. 1 |
| Zweiter         | 2014 | Snookerbacker 2014 – Qualifier 9        | Ryan Causton           | 3:4        |
| Zweiter         | 2021 | EPSB Open Series – Tradewell – Event 3  | Ryan Davies            | 0:3        |
| Sieger          | 2022 | English Amateur Championship            | John Welsh             | 10:5       |
| Zweiter         | 2022 | Englische Six-Red-Meisterschaft – North | Manasawin Phetmalaikul | 1:4        |